# Hala Galal
Pour les articles homonymes, voir Galal (Homonymie).
Hala Galal est une cinéaste et productrice égyptienne, née en 1966 au Caire. C'est une cinéaste de la cause féminine, plusieurs fois primée.

## Biographie
Hala Galal est née en 1966 au Caire, en Égypte. Son père est  journaliste à Al-Messa et Al-Gomhouriya et sa mère journaliste à Al-Gomhouriya,.
Elle effectue des études en communication de masse  à l'Université du Caire jusqu’ en 1988, puis des études de cinéma à l'Institut du Cinéma du Caire dont elle sort diplômée en 1996. 
Elle réalise son premier court métrage pendant ses études de cinéma en 1994, Les Villes choisissent leurs morts, puis travaille comme assistante de réalisation en 1996 et réalise un nouveau court-métrage,  Un jardin pas comme les autres en 1999. En 2000, elle crée Voyage, un documentaire pour la télévision égyptienne, et Épines, un film produit par l'Organisation de la Femme Arabe. En 2001, elle réalise quatre courts métrages, Les Papiers officiels, Prévisions enfantines, Abla se rappelle et Adam Henein? de loin. Elle écrit, réalise et produit plus d’une vingtaine de films de ses débuts dans les années 1990 aux années 2020. Dont Entre Femmes en 2004, un court métrage de 52’, s’inscrivant dans une série de documentaires produite par Marianne Khoury. C’est un portrait de femmes de générations différentes  et de la condition féminine au sein d'une même famille cairote. Il est présenté à la 7e Biennale des cinémas arabes à l'Institut du monde arabe de Paris, et remporte également le prix d’argent au Festival du film arabe de Rotterdam en 2005. Ou encore Min Al-Qahéra (Du Caire, ou From Cairo) en 2021, un long métrage de 65’, prix du festival de Malmö, présenté également au Festival panafricain du cinéma et de la télévision de Ouagadougou 2023. Elle dresse dans ce film le portrait de deux femmes vivant seule, une photographe divorcée qui s’occupe de sa fille et arrive difficilement à joindre les deux bouts, et une jeune fille orpheline qui décide de retirer son voile et se mettre au patinage, . C’est une cinéaste prenant position pour la cause féminine.
Elle participe  également à la création en octobre 2001 d’une société de production indépendante, la SEMAT,, et  a été membre du jury de plusieurs festivals de cinéma internationaux et nationaux.